# Nephodia pensaria
Nephodia pensaria är en fjärilsart som beskrevs av William Schaus 1912. Nephodia pensaria ingår i släktet Nephodia och familjen mätare. Inga underarter finns listade i Catalogue of Life.